# Wilson Mena
Wilson Antonio Mena Asprilla (Carepa, Antioquia; 2 de julio de 1987) es un futbolista colombiano. Juega de delantero y actualmente es agente libre

## Clubes
| Club                  | País      | Año         |
| --------------------- | --------- | ----------- |
| Once Caldas           | Colombia  | 2007 - 2009 |
| Deportivo Pereira     | Colombia  | 2010        |
| Once Caldas           | Colombia  | 2010 - 2012 |
| Estudiantes de Mérida | Venezuela | 2013        |
| Deportivo La Guaira   | Venezuela | 2013        |
| Alianza Petrolera     | Colombia  | 2014        |
| Jaguares de Córdoba   | Colombia  | 2015        |
| Deportivo Pasto       | Colombia  | 2015        |
| Tigres de Bogotá      | Colombia  | 2016 - 2017 |
| Estudiantes de Mérida | Venezuela | 2018 - 2020 |
| Boyacá Chicó          | Colombia  | 2021        |
| Trujillanos FC        | Venezuela | 2022        |

## Estadísticas
| Club                              | Div.          | Temporada     | Liga  | Liga  | Copas nacionales | Copas nacionales | Copas internacionales | Copas internacionales | Total | Total |
| Club                              | Div.          | Temporada     | Part. | Goles | Part.            | Goles            | Part.                 | Goles                 | Part. | Goles |
| --------------------------------- | ------------- | ------------- | ----- | ----- | ---------------- | ---------------- | --------------------- | --------------------- | ----- | ----- |
| Once Caldas · Colombia            | 1°            | 2007          | 49    | 13    | -                | -                | -                     | -                     | 57    | 21    |
| Once Caldas · Colombia            | 1°            | 2008          | 49    | 13    | 8                | 8                | -                     | -                     | 57    | 21    |
| Once Caldas · Colombia            | 1°            | 2009          | 25    | 3     | 4                | 4                | -                     | -                     | 29    | 7     |
| Once Caldas · Colombia            | 1°            | 2010          | 15    | 1     | -                | -                | -                     | -                     | 15    | 1     |
| Once Caldas · Colombia            | 1°            | 2011          | 5     | 1     | 7                | 0                | -                     | -                     | 12    | 1     |
| Once Caldas · Colombia            | 1°            | 2012          | 10    | 0     | 1                | 0                | -                     | -                     | 11    | 0     |
| Once Caldas · Colombia            | Total club    | Total club    | 104   | 18    | 20               | 12               | 0                     | 0                     | 124   | 30    |
| Deportivo Pereira · Colombia      | 1°            | 2010          | 15    | 3     | -                | -                | -                     | -                     | 15    | 3     |
| Deportivo Pereira · Colombia      | Total club    | Total club    | 15    | 3     | 0                | 0                | 0                     | 0                     | 15    | 3     |
| Estudiantes de Mérida · Venezuela | 1°            | 2013          | 14    | 8     | -                | -                | -                     | -                     | 14    | 8     |
| Estudiantes de Mérida · Venezuela | 1°            | 2018          | 25    | 7     | -                | -                | 2                     | 0                     | 27    | 7     |
| Estudiantes de Mérida · Venezuela | 1°            | 2019          | 22    | 6     | -                | -                | 2                     | 1                     | 24    | 7     |
| Estudiantes de Mérida · Venezuela | 1°            | 2020          | 14    | 4     | -                | -                | 6                     | 1                     | 20    | 5     |
| Estudiantes de Mérida · Venezuela | Total club    | Total club    | 75    | 25    | 0                | 0                | 10                    | 2                     | 85    | 27    |
| Deportivo La Guaira · Venezuela   | 1°            | 2013          | 13    | 0     | -                | -                | -                     | -                     | 13    | 0     |
| Deportivo La Guaira · Venezuela   | Total club    | Total club    | 13    | 0     | 0                | 0                | 0                     | 0                     | 13    | 0     |
| Alianza Petrolera · Colombia      | 1°            | 2014          | 10    | 1     | 6                | 2                | -                     | -                     | 16    | 3     |
| Alianza Petrolera · Colombia      | Total club    | Total club    | 10    | 1     | 6                | 2                | 0                     | 0                     | 16    | 3     |
| Jaguares de Córdoba · Colombia    | 1°            | 2015          | 10    | 1     | 2                | 0                | -                     | -                     | 12    | 1     |
| Jaguares de Córdoba · Colombia    | Total club    | Total club    | 10    | 1     | 2                | 0                | 0                     | 0                     | 12    | 1     |
| Deportivo Pasto · Colombia        | 1°            | 2015          | 5     | 0     | 2                | 0                | -                     | -                     | 7     | 0     |
| Deportivo Pasto · Colombia        | Total club    | Total club    | 5     | 0     | 2                | 0                | 0                     | 0                     | 7     | 0     |
| Tigres de Bogotá · Colombia       | 2°            | 2016          | 19    | 6     | -                | -                | -                     | -                     | 19    | 6     |
| Tigres de Bogotá · Colombia       | 1°            | 2017          | 14    | 0     | 5                | 1                | -                     | -                     | 19    | 1     |
| Tigres de Bogotá · Colombia       | Total club    | Total club    | 33    | 6     | 5                | 1                | 0                     | 0                     | 38    | 7     |
| Boyacá Chicó · Colombia           | 1°            | 2021          | 10    | 0     | -                | -                | -                     | -                     | 10    | 0     |
| Boyacá Chicó · Colombia           | 2°            | 2021          | 4     | 0     | -                | -                | -                     | -                     | 4     | 0     |
| Boyacá Chicó · Colombia           | Total club    | Total club    | 14    | 0     | 0                | 0                | 0                     | 0                     | 14    | 0     |
| Total carrera                     | Total carrera | Total carrera | 279   | 54    | 35               | 15               | 10                    | 2                     | 324   | 71    |

### Hat-tricks
| 1 | 12 de marzo de 2008 | Estadio Palogrande, Manizales | Once Caldas - Atlético Huila |  | 5 - 4 | Copa Colombia |

## Palmarés

### Campeonatos nacionales
| Título              | Club                  | País      | Año  |
| ------------------- | --------------------- | --------- | ---- |
| Torneo Apertura     | Once Caldas           | Colombia  | 2009 |
| Torneo Finalización | Once Caldas           | Colombia  | 2010 |
| Torneo Apertura     | Estudiantes de Mérida | Venezuela | 2019 |

### Distinciones individuales
| Distinción                             | Año  |
| -------------------------------------- | ---- |
| Goleador de la Copa Colombia (8 goles) | 2008 |